# Hôtellerie du Lac de Gaube
 (février 2025).
Si vous disposez d'ouvrages ou d'articles de référence ou si vous connaissez des sites web de qualité traitant du thème abordé ici, merci de compléter l'article en donnant les références utiles à sa vérifiabilité et en les liant à la section « Notes et références ».
 (février 2025).
Motif : ce n'est pas parce qu'un refuge existe qu'il devient de fait un sujet pour une encyclopédie. Absence de sources secondaires indépendantes pérennes et de qualité centrées sur ce refuge
- Archive Wikiwix
- Bing
- Cairn
- DuckDuckGo
- E. Universalis
- Gallica
- Google
- G. Books
- G. News
- G. Scholar
- Persée
- Qwant
- (zh) Baidu
- (ru) Yandex
- (wd) trouver des œuvres sur Wikidata

| 1. | Préciser le motif de la pose du bandeau. | Précisez le motif de la pose du bandeau en utilisant la syntaxe suivante : {{admissibilité à vérifier\|date=mars 2025\|motif=remplacez ce texte par le motif}}                                  |
| 2. | Informer les utilisateurs concernés.     | Pensez à avertir le créateur de l'article, par exemple, en insérant le code ci-dessous sur sa page de discussion : {{subst:avertissement admissibilité à vérifier\|Hôtellerie du Lac de Gaube}} |

L'hôtellerie du Lac de Gaube est un refuge de montagne situé à 1 750 m d'altitude dans la vallée de Gaube, dépendant administrativement de la commune de Cauterets dans le département des Hautes-Pyrénées en région Occitanie.

## Toponymie
Son nom vient du nom du lac qui le borde. Il s'agirait d'un toponyme pléonastique, gaube ayant le sens de « lac » en gascon. La racine pré-celtique eurasienne gob-, la même que celle des « gaves » pyrénéens, signifie « creux, cuvette, concavité ».

## Histoire
En 1826, deux cabanes se trouvent en bordure nord de lac de Gaube, déjà fréquenté au début du XIXe siècle par les touristes.
Un premier édifice est bâti en 1861 à l'initiative de la commission syndicale de la Vallée de Saint-Savin afin d’accueillir les visiteurs. Entre 1914 et 1923 l'architecte Jules-Antoine Noutary conçoit un bâtiment en rez-de-chaussée, doté de quatre chambres, d’un hall, d’une salle de restaurant, d’une cuisine, d’une terrasse non couverte.
Il fait l’objet d’une restructuration en 2002.

## Caractéristiques et informations
Il est implanté à 1 730 m d'altitude au cœur du parc national des Pyrénées en bordure nord du lac de Gaube. Le bâtiment un plan rectangulaire d'un étage. Une terrasse s'étend jusqu'au bord du lac.

## Accès
L'hôtellerie est accessible depuis la ville de Cauterets par la route départementale D 920 qui se termine à 1 500 m par un immense parking payant et le bâtiment d'accueil du parc national.
À partir de la zone de stationnement on doit continuer à pied dans la montagne ou par les télécabines du Pountas jusqu'au Pont d'Espagne et prendre le sentier en direction du lac accessible en une heure de marche à travers les pins ou par télésiège (montée de 270 mètres).

## Ascensions
Au départ du refuge, on peut rejoindre dans la vallée de Gaube par le GR 10 en direction du sud le refuge des Oulettes de Gaube. C'est une base d'excursions, en randonnée de haute montagne et alpinisme dans le massif du Vignemale.

## Traversées
On peut relier la vallée du Marcadau à l'ouest par le col des Mulets, la vallée d'Ossoue au sud par la hourquette d'Ossoue, la vallée du Lutour à l'est par le col d'Arraillé.
Le refuge est sur le parcours du Grand Raid des Pyrénées.